# Europese kampioenschappen judo 1952
De Europese kampioenschappen judo 1952 werden van 9 tot en met 12 december 1952 gehouden in Parijs, Frankrijk. 

## Resultaten
| Onderdeel | Goud             | Zilver           | Brons |
| --------- | ---------------- | ---------------- | ----- |
| 1e kyu    | Gilbert Briskine | Hein Essink      |       |
| 1e dan    | Anton Geesink    | Georges Poumarat |       |
| 2e dan    | Robert Jaquemond | Bernard Pariset  |       |
| 3e dan    | Guy Cauquil      | Franz Nimführ    |       |
| 4e dan    | Jean De Herdt    |                  |       |
| Open      | Guy Verrier      | Robert Jaquemond |       |

## Medailleklassement
| Plaats | Land       | Goud | Zilver | Brons | Totaal |
| 1      | Frankrijk  | 4    | 2      | 0     | 6      |
| 2      | Oostenrijk | 1    | 2      | 0     | 3      |
| 3      | Nederland  | 1    | 1      | 0     | 2      |
| Totaal | Totaal     | 6    | 5      | 0     | 11     |